# 2008年加利福尼亚州8号提案
8号提案（英語：Proposition 8，简写为Prop 8）是美国加利福尼亚州2008年11月的一项州宪法修正投票提案。
该提案致力于将加利福尼亚州内婚姻关系的定义仅限定于异性之间，从而否定同性婚姻。由于8号提案从根本上改变了加州宪法对婚姻的定义，因此废除了加州最高法院在婚姻平等案例中的判决。根据该提案，州宪法第一条（Article I）将新增添一款(7.5款)，其内容是：“在加利福尼亚州，只有一男与一女的婚姻是合法和受到认可的。”
2008年11月4日，8号提案以52%的投票率获得通过，并于次日正式生效。虽然加州政府将不再向同性伴侣签发婚姻证书，但该提案并不影响加州的民事结合。
8号提案的支持派与反对派在投票战中各花费了3580万美元和3760万美元，是截至当时全美各州资金最高的投票提案，其花销超过过往除了总统选战外所有的拉票战。支持者坚称只应存在异性恋婚姻，如不扭转最高法院于2008年5月起承认同性婚姻权利的裁决，就会损害社会，改变学校在婚姻方面教导的内容，甚至威胁到宗教自由。反对者则认为，该提案损害了所有加利福尼亚人的权利，且使某一特定人群受到了不公平的对待，这是不公平且极端错误的。
投票结果产生后，加州及全美其它地方都发生了游行与抗议。加州最高法院接到了大量同性恋家庭及政府机构要求推翻8号提案的诉讼。他们对提案的有效性及其对之前同性婚姻的影响表达强烈质疑。加州最高法院受理了诉讼但是最终判定8号提案具有法定效应。
2010年8月4日，美国联邦地方法院法官在Perry v. Schwarzenegger一案中判定8号提案违反了美国宪法中的第十四條修正案，因此宣布8号提案无效。
2013年6月26日，美国最高法院宣布终审判决，8号提案的支持者不具备法律地位对地方法院的裁决提出上诉，将加利福尼亚州同性婚姻禁令发回该州下级法院。最高法院的决定让地方法院的裁决为8号提案的最终裁决。6月28日，美国联邦第九巡回上诉法院驳回8号提案支持者的上诉，加州恢复同性婚姻登记。

## 提案创制背景
为了使8号提案获得投票资格，提案动议共需要694,354个有效签名联署，这相当于2006年11月州长选举投票人数的8%。动议的发起者共提交了1,120,801个签名。2008年6月2日，这一动议通过了随机签名检查，成为有效提案，并将于2008年11月4日举行投票。

### 提案标题及概要的变化
在创制过程中，提案要有三个不同的：拟议标题、流通标题及投票标题。起初提案发起者的拟议标题为“加利福尼亚州婚姻保护法案”。2007年11月，加利福尼亚州总检察长办公室准备其“流通标题及概要”，即依照加州选举法案§ 9002，9004，在联署动议中使用的标题及概要。它的流通标题是“婚姻限制。宪法修正案”，根据概要的描述，该提案将“修订加利福尼亚州宪法，使得仅有在一男和一女之间结成的婚姻在加利福尼亚州为合法并受到承认。”
在加州最高法院颁布了2008年5月婚姻平等案件判例（即排除同性家庭的婚姻是违宪的）之后，加州州务卿认可了将于2008年11月4日付诸投票的提案，沿用原本的流通标题及概要。
在认可程序中，动议被发回总检查长办公室，依照加州选举法案§ 9051准备“投票标题及概要”，以用于投票及官方投票指南。这样，这个提案经过第三次也是最后一次修订，其最终标题确定为“排除同性配偶婚姻权利。宪法修正案提案。”投票概要称，该提案旨在“修改加州宪法以排除加州同性配偶婚姻权利。”
动议的支持者反对投票标题及概要措辞，认为其已引起争议，且带有偏见。由此导致的简森对鲍文（Jansson v. Bowen）案在2008年8月7日被加州高等法院法官蒂莫西·M·弗劳利（Timothy M. Frawley）驳回，他做出“标题及概要的文本以言简意赅的方式从本质上说明了提案本身”的裁决，所以修改是合法的，因为标准在事实上确实要排除加州最高法院在判例中明确提出的权利。
加州总检察长杰里·布朗（Jerry Brown）解释说，根据加州最高法院对婚姻平等案件做出的判决，需要作出的变动以更“准确地反映了提案”。

### 投票前的法律疑议

#### 移除投票提案的申请
2008年7月16日，加州最高法院拒绝了号召将8号提案从11月的投票中移除的申请。申请主张该提案不应被全民投票，因为它的性质是宪法修订，只有州议会及制宪会议可以在公民投票前举行会议对其做出决定。反对者还认为，流传的提案申请不正确的描述了其标准产生的后果。法院拒绝了该项申请但未做出评论。一般情况下，法院裁定投票前对标准实质有效性的质疑是不恰当的。8号提案到底是不是一个宪法修订案或宪法校订案这个问题仍未解决，2008年11月5日，民权团体提起了一份新的申请，认为8号提案属于宪法校订性质。

#### 修改标题及概要的质疑
2008年7月22日，8号提案的支持者发动了一项法律疑议，质疑总检察长布朗对投票标题及概要的修改插入了“煽动性”语言，会造成“过度偏见的投票人反对”8号提案。支持者宣称调查显示总检察长在过去五十年的投票标准中从未使用过像“排除”这样的主动性动词。总检察长的代表举出12个用了“排除”这个词的投票标准的案例，并保证投票措辞是中立且正确的。
2008年8月8日，加州高级法院驳回了法律质疑，肯定了新的标题及概要，并指出“标题与概要并非不真实或者有误导性的，因为8号提案将要在加州‘排除同性伴侣婚姻权利’。而加州最高法院正在加州宪法框架下，明白无误的保护同性伴侣的拥有宪法赋予的婚姻权利。”同日，8号提案的支持者向州上诉庭提起一项紧急上诉。之后一天上诉庭拒绝了他们的上诉申请，支持者也未要求加州最高法院审查。关于投票人手册上的投票概要的措辞与争论的法庭行动截止日期是2008年8月11日。

#### 法院命令的措辞修改
在驳回对标题及概要的质疑的同时，加州高等法院还发现赞同8号提案的阵营在投票论点对公立学校的影响上夸大其辞，于是命令在用词上做出了一个微小的修改。原来的论点包括宣称最高法院将同性婚姻合法化，要求教师告诉上幼稚园那么大的儿童，同性婚姻与异性婚姻是相同的。法院说赞同8号提案的阵营这个论点是不真实的，因为教育婚姻方面的内容不是必须的，而且父母也可以将孩子从幼稚园带回家。法院还说投票论点可以将用词上增加“可能”或“可以”被要求告之儿童同性婚姻与异性婚姻直接没有不同而予以保留。

## 选票争夺战

### 花销
到了投票日那天，双方志愿者已经花费了数千小时从注册的1730万注册投票者那里收集信息。支持及反对8号提案的两方各募得3580万及3760万美元。超过7300万美元的捐助来自全美50个州及20多个外国国家，超过64,000个人，刷新了全国除了总统选举外其他社会政策提案花销记录。捐助比之前申请同性婚姻提案时更加丰厚。根据无党派的州治货币国家学会（National Institute on Money in State Politics）指出，在2004年到2006年间，全美22个类似需要投票的标准总共获得的捐助为3140万美元。
据称ProtectMarriage.com给之前向平等加州（Equality California）做过募捐的捐助者发送信件，请求他们对ProtectMarriage.com做类似捐助，并指出”让8号提案的支持者们知道哪些公司及组织反对传统婚姻是公平的做法。“一位ProtectMarriage.com的女发言人估计有36个公司被选定为此信的目标。投票后，当支持8号提案的人的姓名被公布时，引来一些人及组织的抗议，支持者开始改变他们的想法，请求加州州务卿移除那些已经张贴在互联网上的相关捐助信息。

### 支持者

8号提案支持者的官方网站ProtectMarriage.com的标识

ProtectMarriage.com主办对8号提案投票支持的活动，并继续支持其标准。

#### 政治人物
共和党总统竞选人、美国参议员约翰·麦凯恩发表声明支持修改宪法的提议。美国前众议院议长纽特·金里奇也放出一个视频片段支持。以上二者都以法院做出认可同性婚姻是违背人民意愿作为主诉点。其他知名支持者还有共和党参议员汤姆·麦克林托克（Tom McClintock）及其他20位共和党聯邦参议员及州众议院议员。

#### 宗教组织
罗马天主教会及罗马天主教兄弟组织哥伦布骑士会坚决支持提案标准。加州天主教协会的主教们发出声明支持提案。教会领导的主张遭遇了普通信众的不同反应。在弗雷斯诺，一位名叫杰弗里·法罗（Geoffrey Farrow）的出柜同志神父，就告诉他的教区居民反对8号提案。法罗被主教约翰·斯坦博克（John Steinbock）迅速中止了教职。随即主教在一封主教信中重申他们的主张，当这封信被大声诵读出来的时候，获得一些教区居民的喝彩，同时也有一些人离开教堂以示抗议。
耶稣基督后期圣徒教会，即其会友被称为摩门教徒的教会，也公开支持提案。教会的First Presidency在一封信中宣布支持8号提案，并打算在公众中诵读。在这封信中，教友被鼓励“捐献财力及时间，尽你所能来支持修宪提案。”男女同性恋社群的媒体报道称主教及stake president们给教友设置了一个确定的金钱目标，以相应号召。摩门教徒对教会领导要求他们捐钱及提供志愿服务非常支持，
这样摩门教在加州内外都成为支持提案一个重要的资金来源。加州之外向ProtectMarriage.com的捐赠约45%来自犹他州，超过其他州的捐赠三倍多。8号提案的官方支持站ProtectMarriage.com，估计有约一半的捐赠来自摩门教，初期有80%~90%的上门志愿者是摩门教徒。
其他支持8号提案的宗教团体包括美国犹太正教联盟（the Union of Orthodox Jewish Congregations of America），由吉姆·加罗（Jim Garlow）和迈尔斯·麦克弗森（Miles McPherson）领导的基督福音团体——东正教，美国家庭联合会（American Family Association），家庭关注（Focus on the Family）及国家婚姻组织（the National Organization for Marriage）。Saddleback Church的牧师里克·华伦（Rick Warren）也赞同这个标准。

#### 其他
加州圣迭戈县的Grossmont Union High School District公开宣布投票赞成8号提案。董事会以4比0赞同修订加州宪法。
2008年10月19日，亚洲遗产联盟（The Asian Heritage Coalition）在圣迭戈的闹市区组织了一个造势活动支持8号提案。
演员查克·诺里斯（Chuck Norris）也赞同提案标准。

### 反对者

"Vote NO on Prop 8" 的官方标志

Equality for All是反对8号提案的领导组织，他们也运营网站NoOnProp8.com进行选票战。

#### 政治人物
民主党总统竞选人、美国参议员巴拉克·奥巴马声明他个人认为婚姻是一个男人和一个女人之间的事，支持那些给予更多权利胜于同性恋婚姻的民事结合，但他反对提案及其他修订联邦及州宪法的企图。民主党副总统候选人喬·拜登也反对提案。
加州州长、共和党人阿诺德·施瓦辛格声明他尽管反对并两次否决加州承认同性婚姻，但他尊重并支持法院的判决，反对这次发起投票及其他修改州宪法的企图。
美国众议院议长、加州众议员（第八国会选区）南希·佩洛西同二十名从53位加州议会选出的代表及加州的两位联邦参议员黛安·范士丹（Dianne Feinstein）和芭芭拉·博克瑟（Barbara Boxer）对8号提案持反对意见。同样持反对意见的有加州副州长、总审计长江俊辉，80位里的42位州非议会下院成员，半数的州参议员、旧金山市长加文·纽森（Gavin Newsom），洛杉矶市长安东尼奥·维拉莱戈萨（Antonio Villaraigosa），圣迭戈市长杰里·桑德斯（Jerry Sanders）。

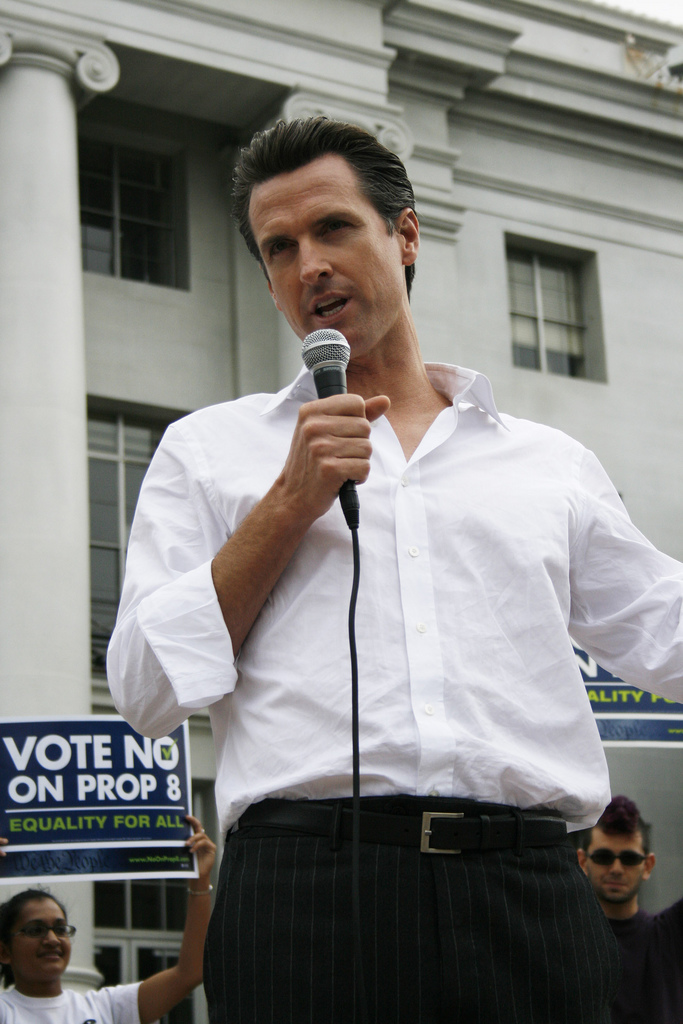
旧金山市长加文·纽森在斯普劳尔广场上的反对8号提案集会上讲话

#### 宗教组织
加州全部六位美国圣公会教区主教在2008年9月10日联合发表声明反对8号提案。南加州最大的拉比团体，南加州拉比委员会（Board of Rabbis of Southern California）投票反对8号提案。其他反对8号提案的犹太团体还包括，犹太马赛克（Jewish Mosaic），美国犹太委员会（the American Jewish Committee），进步犹太联盟（Progressive Jewish Alliance），犹太妇女国家理事会（National Council of Jewish Women）及反诽谤联盟（Anti-Defamation League）。洛杉矶的犹太人比城市其他宗教或种族团体更加反对8号提案。犹太裔洛杉矶人有78%反对，仅8%支持，其余人拒绝回答。一神论信普救说者的立法部（the legislative ministry of the Unitarian Universalists）反对8号提案，并组织起电话呼叫中心来反对提案的标准。

#### 其他
无党派的加州妇女投票联盟（League of Women Voters）反对8号提案，因为“没人或者团体应当遭受法律、经济或行政上的歧视。”
硅谷主管人员联合表示对8号提案说“不”。Google公司“因为这是一个公平问题”而正式表态反对8号提案。苹果公司也反对8号提案因为这是一个“基本”公民权利问题，并向反对方捐助了100,000美元助势。
生物科技领先者则警告加州可能会因通过提案在产业上带来7300万美元的损失，因为马萨诸塞州是吸引加州雇员的头号竞争者。许多娱乐业公司也表示反对8号提案。
洛杉矶Unified School District教育董事会通过一个决议案来反对8号提案。加州教师联合会（California Teachers Association）捐助了一百万美元来对抗8号提案。伯克利加州大学名誉校长罗伯特·伯根约（Robert Birgeneau）说这是一个违背法案的投票，如果8号提案获得通过，很可能威胁加州的学术竞争力。
加州十家最大的报纸都发表社论反对8号提案，包括：洛杉矶时报，旧金山纪事报，圣迭戈联合论坛报，The Orange County Register，The Sacramento Bee，the San Jose Mercury News，康特拉科斯塔时报，The Press-Enterprise（Riverside-San Bernardino），The Fresno Bee及每日新闻。其他报纸发表评论对8号提案反对的还有纽约时报，舆论报及The Bakersfield Californian。

## 民意调查
根据The Field Poll经理的说法，投票前的民意调查和投票的结果的差异，是因为“经常去教堂的人们……当要为激进的社会问题，如同性婚姻投票的时候，更容易比其他投票人受到最后一分钟的呼吁，以符合教会的正统立场进行表决。“
| 民意调查日期        | 调查单位                                                    | 样本大小 (可能的投票者) | 赞成 | 反对 | 待定 | 抽样误差 |
| ------------------- | ----------------------------------------------------------- | ----------------------- | ---- | ---- | ---- | -------- |
| 2008年10月29日-31日 | SurveyUSA                                                   | 637                     | 47%  | 50%  | 3%   | ±4%      |
| 2008年10月18日-28日 | The Field Poll                                              | 966                     | 44%  | 49%  | 7%   | ±3.3%    |
| 2008年10月12日-19日 | 加州公共政策研究所（Public Policy Institute of California） | 1,186                   | 44%  | 52%  | 4%   | ±3%      |
| 2008年10月15日-16日 | SurveyUSA                                                   | 615                     | 48%  | 45%  | 7%   | ±4%      |
| 2008年10月4日-5日   | SurveyUSA                                                   | 670                     | 47%  | 42%  | 10%  | ±3.9%    |
| 2008年9月23日-24日  | SurveyUSA                                                   | 661                     | 44%  | 49%  | 8%   | ±3.9%    |
| 2008年9月9日-16日   | 加州公共政策研究所                                          | 1,157                   | 41%  | 55%  | 4%   | ±3%      |
| 2008年9月5日-14日   | The Field Poll                                              | 830                     | 38%  | 55%  | 7%   | ±3.5%    |
| 2008年8月12日-19日  | 加州公共政策研究所                                          | 1,047                   | 40%  | 54%  | 6%   | ±3%      |
| 2008年7月8日-14日   | The Field Poll                                              | 672                     | 42%  | 51%  | 7%   | ±3.9%    |
| 2008年5月17日-26日  | The Field Poll                                              | 1,052                   | 42%  | 51%  | 7%   | ±3.2%    |
| 2008年5月21日-22日  | 洛杉矶时报/KTLA                                             | 705                     | 54%  | 35%  | 11%  | ±4%      |

## 结果
| Yes 50-55% 55-60% 60-65% 65-70% 70-75% 75-80% | No 50-55% 55-60% 60-65% 65-70% 70-75% |

| 選項         | 票數       | %      |
| ------------ | ---------- | ------ |
| 支持         | 7,001,084  | 52.24  |
| 反對         | 6,401,482  | 47.76  |
| 有效票       | 13,402,566 | 97.52  |
| 無效或空白票 | 340,611    | 2.48   |
| 總票數       | 13,743,177 | 100.00 |

縣結果
Yes
50-55%
55-60%
60-65%
65-70%
70-75%
75-80%
No
50-55%
55-60%
60-65%
65-70%
70-75%

修订加州宪法只需投票者达成简单多数即可启动。宪法修订案于投票结果出炉后第二天生效。11月4日傍晚，ProtectMarriage.com主席罗恩·普伦蒂斯（Ron Prentice）代表“对8号提案说是”的阵营发表了一个声明，说“加州人民坚守了传统婚姻并回归这一伟大的习俗。”对”8号提案说不“阵营的组织者在11月6日发表的声明说”‘星期二’“的投票结果使那些相信法律之下人人平等的人们感到深深的失望。”洛杉矶、旧金山、优洛、克恩、圣巴巴拉、圣路易斯-奥比斯波、索诺马、圣迭戈、圣贝纳迪诺、萨克拉门托及图奥勒米在投票第二天停止向同性伴侣发放结婚证。

### 美国有线电视新闻网投票后民调
CNN的投票后民调显示了来自加州2008年投票在人口统计学上的唯一数据来源。解读这一投票后民调需要注意，CNN并未提供它们进行调查的地点的说明。这可能是个问题，因为投票后民调比普通调查更加不真实——源自选区未加取样而产生的地域性偏见。
CNN的投票后民调提供的2,240位受访投票者的统计趋势显示，8号提案的反对者及支持者都呈系列性，在人口统计学上没有投赞成或者反对的单纯群体。媒体公布了投票的人口统计学趋势，如下所示：
下列列表包含的CNN投票后民调对赞同8号提案的信息在人口统计学的细节不是完全详尽的：

84%的每周都去教堂的人 – （32%的受访者）；

 
82%的共和党人 – （29%的受访者）；

81%的白人福音派 – （17%的受访者）；

70%的非裔美国人 – （10%的受访者）；

68%已婚且生育 – （31%的受访者）；

65%新教徒 – （43%的受访者）；

65%白人新教徒 – （29%的受访者）；

64%有小孩的 – （40%的受访者）；

64%天主教徒 – （30%的选民）；

61%65岁及以上人士 – （15%的受访者）；

60%已婚人士 – （62%的受访者）；

59%郊区居民 – （51%的受访者）；

58%非大学毕业 – （50%的受访者）；

56%联盟家庭 - （25%的受访者）；

53%拉丁裔 – （18%的受访者）；

51% 白人男性 – （31%的受访者）。
访谈显示性别与收入的不同实际上与投票无关。
调查访谈的原始数据在这里。

## 投票后事件

### 追溯效力
一个悬而未决的问题是已有的将近18,000桩同性婚姻是否要随修改州宪法而追溯宣布为无效还是予以保留，因为修正案未明确指出宪法修改生效前已经结合的同性婚姻应该取消。加州总检察长杰里·布朗说已经存在的同性婚姻应不受影响，但是其他法律专家则不确定。8号提案的支持者主张他们在2008年11月19日的新标准要取消同性婚姻的诉讼。

### 加州高等法院案件
8号提案通过后，有许多向州及州官员提交的诉讼产生，它们意图推翻新婚姻标准，及主张8号提案不应对已存在的同性婚姻产生追溯效力。2008年11月13号，加州高等法院询问了加州总检察长布朗的意见，包括关于法院是否应该受理这些要求审查的诉讼，及当判决出来之前是否要中止执行提案的标准。11月19日，法院受理三宗质疑8号提案的诉讼，但拒绝了暂缓执行的要求。法院要求最终的向律师提诉讼事实摘要书的日期为2009年1月5日。
案件的口头辩论及裁决，预计都将在2009年进行及出现。

### 抗议游行与抵制

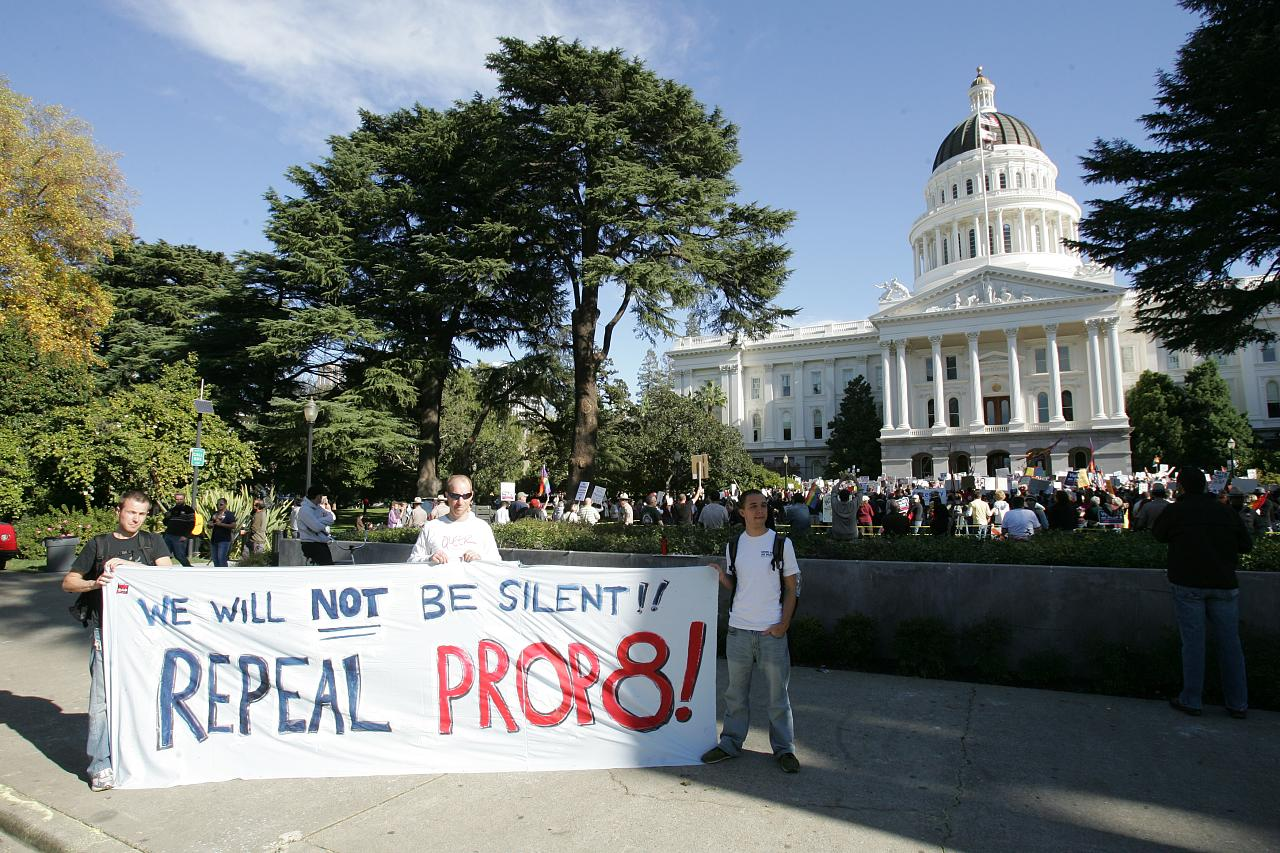
11月9日抗议者在萨克拉门托的加州州议会大厦前示威抗议8号提案

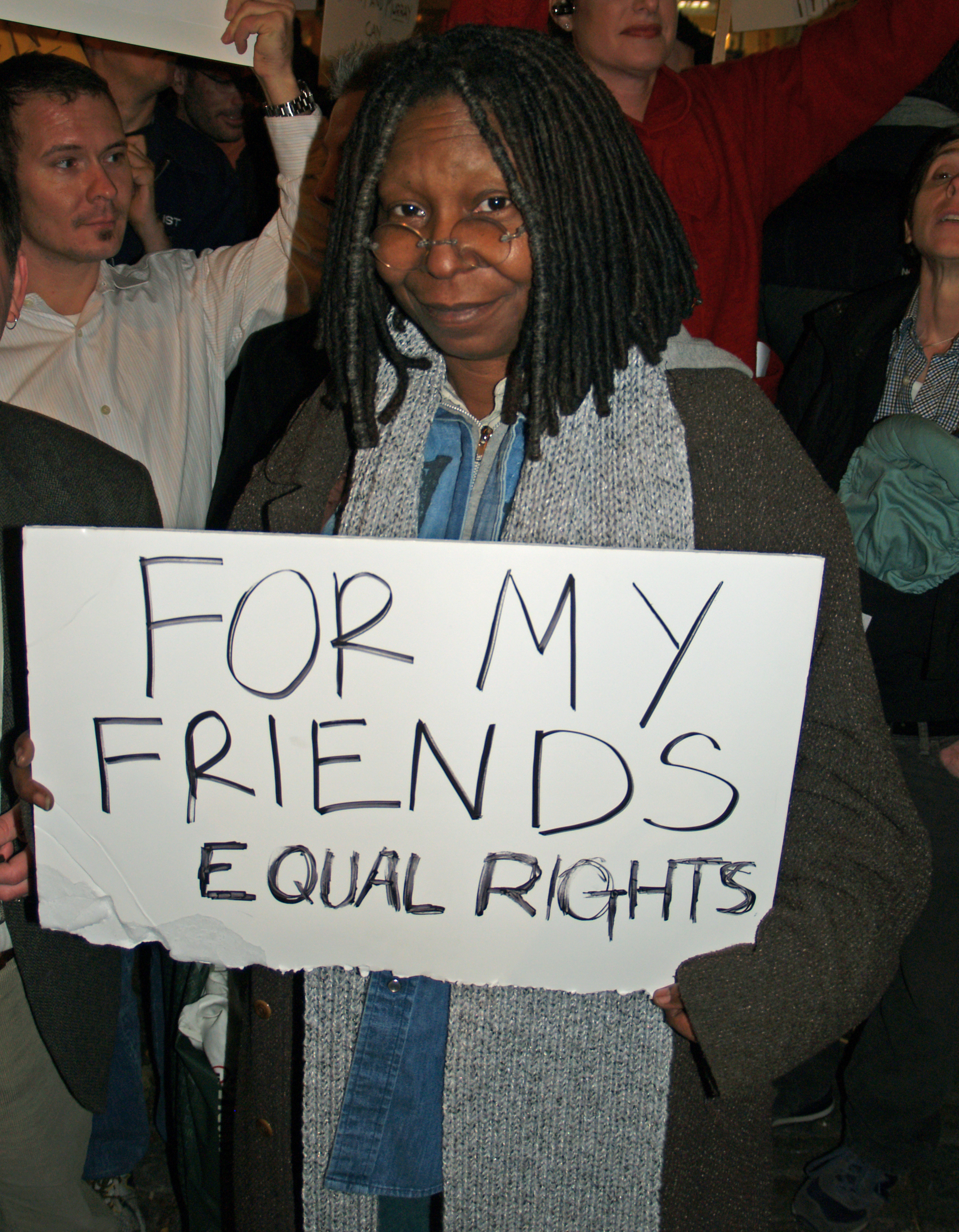
在2008年11月13日乌比·戈德堡在纽约一个大型抗议活动中

随着8号提案的通过，大量抗议活动也在加州发生。圣莫尼卡大道因超过一千名的抗议者聚集在西木区的摩门教洛杉矶礼拜堂而一度关闭，因为摩门教对支持8号提案通过起了明显的作用。另外，示威者还步行游行穿过好莱坞，阻塞交通并引来警察介入。在萨克拉门托，近千名抗议者在萨克拉门托男女同志中心前和平聚集并以烛光守夜方式表达抗议。三百多人还打出抗议标志在街道上徒步游行抗议。11月9日星期天，估计有4,000人在州议会大厦前抗议。在旧金山，数千人聚集在市政厅前抗议提案并进行了烛光守夜。发表演说表达对8号提案反对意见的有州参议员马克·莱诺（Mark Leno）及市长加文·纽森。除了在摩门教洛杉矶礼拜堂，抗议也发生在加州其他摩门教礼拜堂外，包括圣迭戈礼拜堂和奥克兰礼拜堂。许多知名人士也加入了抗议，如加州的德鲁·巴里摩尔（Drew Barrymore）和纽约的乌比·戈德堡（Whoopi Goldberg）。
在加州之外，有数千抗议者聚集在摩门教在犹他州盐湖城的总部门外。在绕行教会办公建筑及礼拜堂广场游行前，示威者聚集在市中心的City Creek Park聆听本地同志权利支持者的演讲，他们包括前盐湖城市长洛基·安德森（Rocky Anderson）及犹他州立法机关三位公开的同性恋成员：参议员斯科特·麦考伊（Scott McCoy）及众议员克里斯蒂娜·约翰逊（Christine Johnson）和杰奇·毕苏斯基（Jackie Biskupski）。2008年11月12日，超过10,000名抗议者聚集在摩门教纽约曼哈顿礼拜堂外抗议摩门教教会支持8号提案。11月15日，全美城市里成千上万的人参加集会抗议8号提案通过，并敦促同性伴侣婚姻民事权利扩展至全国。

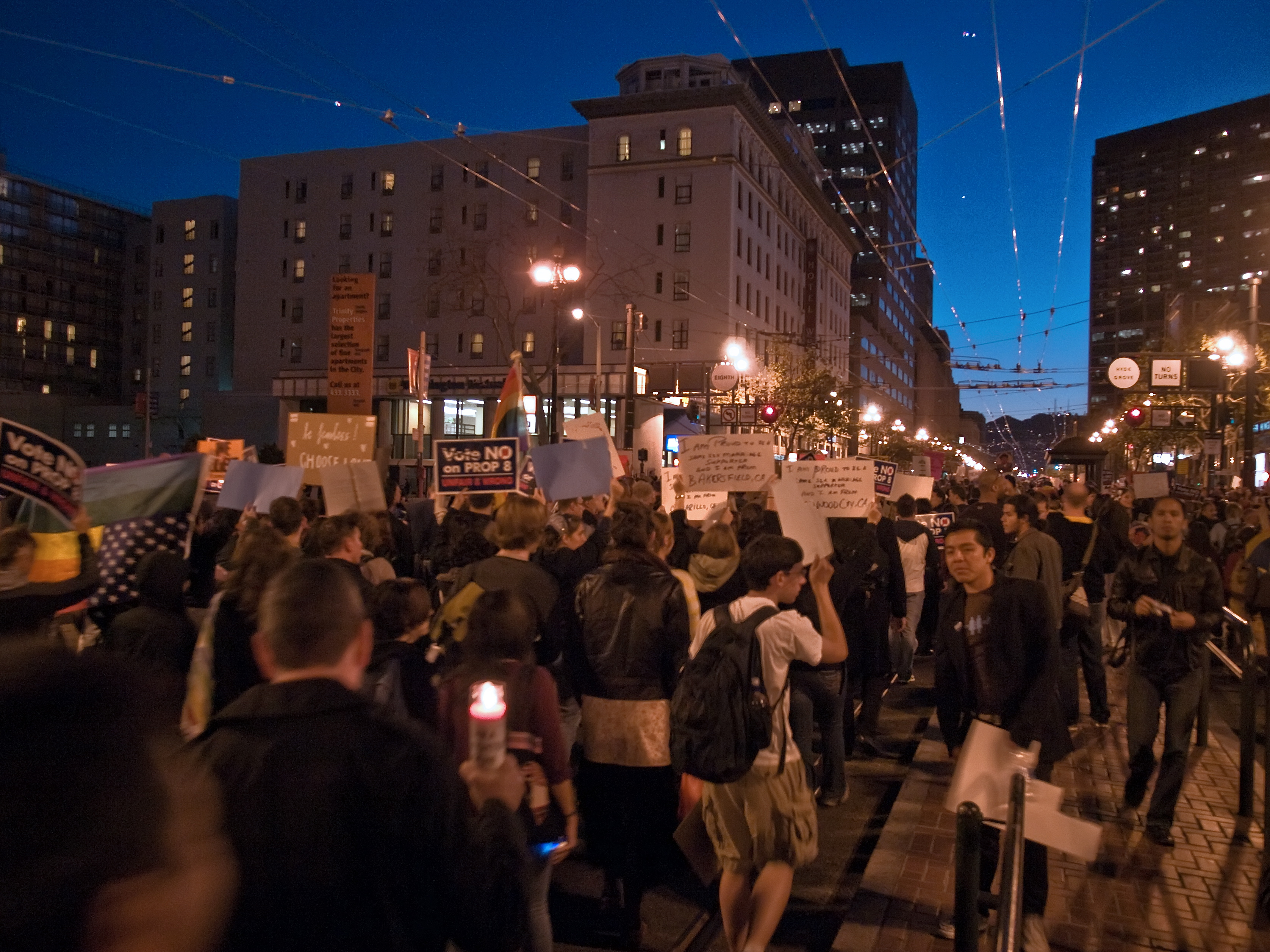
抗议者从旧金山的市民中心游行穿过市场街

含有可疑白色粉末的信封被邮寄到两个摩门教礼拜堂和一个天主教兄弟会，触发有害物质反应，联邦调查开始寻找背后指使。2008年11月13日，盐湖城摩门教礼拜堂广场，摩门教加州洛杉矶礼拜堂，在康涅狄格州纽黑文的一个属于哥伦布骑士会（一个罗马天主教兄弟会）的印刷厂均报告了白色粉末恐吓。摩门教徒及哥伦布骑士会都是8号提案的主力支持者。另外，教会因公开支持8号提案成为大规模抗议的目标，在收到可疑白色粉末信封的教堂外就有大型的示威活动举行。然而，联邦调查局警告并未有证据显示威胁与8号提案反对者有关联。
十座摩门教教会位于萨克拉门托教区的建筑以及七所位于犹他州的礼拜堂，在11月4日投票后的十天被破坏，损坏程度超过整整一年的损耗。联邦调查局调查是否可以对犯罪者提起民事权利指控，破坏行为是否属于仇恨犯罪。另外，11月11日，一本摩门经在科罗拉多州的利特尔顿一所礼拜堂的阶梯上被焚毁，同样也被调查是否属于仇恨犯罪。
2008年11月7日，一个部落格指出加州音乐剧院的艺术经理斯科特·艾克恩（Scott Eckern）为支持8号提案做了一笔1,000美元的个人捐赠。所有1,000美元及以上的助票捐助的姓名、家庭地址及工作都被列出。11月10日，同志艺术家号召抵制加州音乐剧院。加州音乐剧院董事会的紧急会议计划应对这个形势，但后来取消。11月11日，艾克恩在网站Playbill上发表了道歉，并指出他曾向一个也将同志权利作为事业目标之一的人权组织做过类似的捐助。11月12日，艾克恩辞去了加州音乐剧院的职务。加州音乐剧院执行制作人理查德·刘易斯（Richard Lewis）声称艾克恩不是被迫辞职，而是出于个人考虑。
洛杉矶电影节导演理查德·莱敦（Richard Raddon）也因为同志社群的抵制而辞职。

### 音乐剧：8号提案
为了抗议8号提案的通过，音乐剧院作曲家马克·沙曼（Marc Shaiman）写了一个微型音乐讽刺作品，《音乐剧：8号提案》（"Prop 8 - The Musical"）。这个3分钟长的视频2008年12月3日起在互联网站FunnyOrDie.com上首发。它仅用几天就被写作好并制作完成。表演者包括杰克·布莱克（Jack Black，扮演耶稣），妮可·帕克（Nicole Parker），尼尔·帕特里克·哈里斯（Neil Patrick Harris），约翰·C·赖利（John C. Reilly），艾莉森·洁妮（Allison Janney），安迪·里希特（Andy Richter），玛雅·鲁道夫（Maya Rudolph），玛格丽特·赵（Margaret Cho），拉希达·琼斯（Rashida Jones），莎拉·查尔克（Sarah Chalke）及其他知名人士。视频中漫画式断言用一首歌唱出同性恋婚姻将挽救经济。在其上线第一天就获得120万次的点击。

### 加州公平政治实践委员会的控诉
2008年11月13日，加州反憎恨团体的弗雷德·卡尔格（Fred Karger）同加州公平政治实践委员会（California Fair Political Practices Commission）提起控诉，指摩门教没有充分披露资金的使用及提供的服务以影响提案结果的情况。如果被发现违规，教会面临每次违规5,000美元的罚款。

### 支持者提起隐私诉讼
2009年1月7日，8号提案的支持者提起一宗联邦诉讼以禁止公开他们捐助的信息。据称他们的生命受到威胁及遭到其他形式的骚扰，诉讼请求加州州务卿移除网站上的捐款信息。